# Cotton Warburton
Cotton Warburton (8 de outubro de 1911 — 21 de junho de 1982) é um editor estadunidense. Venceu o Oscar de melhor montagem na edição de 1965 por Mary Poppins.